# Calamagrostis uralensis
Calamagrostis uralensis är en gräsart som beskrevs av Dmitrij Litvinov. Calamagrostis uralensis ingår i släktet rör, och familjen gräs. Inga underarter finns listade i Catalogue of Life.